# Sonnenfinsternis vom 21. August 2017
Die totale Sonnenfinsternis vom 21. August 2017 war hauptsächlich auf dem nordamerikanischen Kontinent zu beobachten. Der Kernschatten des Mondes überstrich dabei die Vereinigten Staaten von der West- zur Ostküste. Die letzte zuvor auf dem US-amerikanischen Festland zu sehende, die totale Sonnenfinsternis vom 26. Februar 1979, lag zu diesem Zeitpunkt schon mehr als 38 Jahre zurück. Die Finsternis von 2017 begann im Pazifik und endete im Atlantik, außerhalb des amerikanischen Kontinents traf der Kernschatten nicht auf Land. Bei seinem Weg vom Nordwesten zur Südostküste der Vereinigten Staaten überstrich er insgesamt 14 US-amerikanische Bundesstaaten: Oregon, Idaho, Wyoming, Nebraska, Kansas, Missouri, Illinois, Kentucky, Tennessee, Georgia, North und South Carolina sowie winzige Teile von Montana und Iowa.
Die partielle Phase der Finsternis war in ganz Nordamerika und Grönland zu sehen, zudem in Mittelamerika und im Norden Südamerikas. Ganz im Westen Afrikas und Europas konnte bei idealen Bedingungen gegen Ende der Finsternis eine geringfügige Bedeckung durch den Mond kurz vor Sonnenuntergang beobachtet werden.
Diese Sonnenfinsternis mit einer maximalen Dauer der Totalität von 2 Minuten und 40 Sekunden folgte im Saroszyklus 145 auf die Finsternis vom 11. August 1999, deren Totalitätszone Mitteleuropa überquerte. Dabei handelte es sich um die letzte im 20. Jahrhundert.

## Verlauf
Ungefähr 1500 Kilometer südlich der Aleuten traf der Kernschatten des Mondes mitten im Pazifik um 16:50 UT (Universal Time) zuerst die Erdoberfläche. Während der Kernschatten in etwa 27 Minuten die knapp 3900 Kilometer bis zur Westküste der Vereinigten Staaten über den Pazifik strich, nahm die Breite der Totalitätszone von anfangs 62 auf 100 Kilometer zu. Die erste amerikanische Stadt, die vom Kernschatten getroffen wurde, war Newport im US-Bundesstaat Oregon. Dort betrug die Dauer der Totalität bereits 1 Minute und 44 Sekunden. Wenig später erreichte der Kernschatten Salem, die Hauptstadt des Bundesstaates. Ab 10:17 Ortszeit wurde dort die knapp 40° über dem Horizont stehende Morgensonne für knapp zwei Minuten vom Mond bedeckt. Anschließend durchquerte der Kernschatten Idaho, wobei die Städte Stanley und Rexburg nahe der Zentrallinie lagen. Dann erreichte die Totalität den Bundesstaat Wyoming und verlief dort mitten durch den Grand-Teton-Nationalpark, der Yellowstone-Nationalpark lag etwas zu weit nördlich. Wenig später überquerte der Kernschatten die Wind River Range und dessen höchsten Gipfel, den Gannett Peak, der mit 4209 Metern der am höchsten gelegene Punkt bei dieser Finsternis war, der vom Kernschatten getroffen wurde. Ab Casper folgte der Kernschatten dem Lauf des North Platte River und erreichte den Bundesstaat Nebraska. In der Totalitätszone lag dort auch der Chimney Rock, ein markanter Orientierungspunkt für Siedler, die einst auf dem Oregon Trail nach Westen gezogen waren.
In Nebraska verließ die Schattenzone die Gebirgsregionen der Rocky Mountains und überquerte die Great Plains. Zunächst, ab North Platte, folgte der Schattenpfad für 400 Kilometer der Interstate 80 bis Lincoln, der Hauptstadt des Bundesstaates, die am Nordrand der Totalitätszone lag. Flussaufwärts von St. Joseph erreichte der Kernschatten den Missouri und folgte ihm fast bis zu seiner Mündung in den Mississippi bei St. Louis. Die Metropolregionen St. Louis und Kansas City lagen jeweils am südlichen beziehungsweise nördlichen Rand der Totalitätszone. Der die beiden Städte verbindende, ostwestlich verlaufende Abschnitt der Interstate 70 führte folglich quer durch die Schattenzone. Bei seinem Weg von Nebraska nach Missouri streifte der Schattenkorridor noch den Nordosten des Bundesstaates Kansas sowie einen winzigen Zipfel des Südwestens von Iowa. Der Kernschatten überquerte anschließend den Mississippi und erreichte Illinois. In einem Abstand von etwa 10 km verlief die Zentrallinie südlich von Carbondale, wo der Mond die Sonne für 2 Minuten und 37 Sekunden verfinsterte. Weniger als sieben Jahre nach dieser wird Carbondale während der Sonnenfinsternis vom 8. April 2024 eine weitere, über vier Minuten lange Totalität erleben. Die Zentrallinie führt 2024 in einem Abstand von nur etwa 5 km südöstlich an Carbondale vorbei und der von Südwest nach Nordost verlaufende, etwa 210 km breite Schattenpfad kreuzt hier den etwa 110 km breiten Schattenpfad der Finsternis von 2017.
Nach dem Süden von Illinois überstrich der Kernschatten den Westen Kentuckys, wo die Finsternis ihr Maximum erreichte. Wenig nordwestlich von Hopkinsville hielt auf der Zentrallinie die totale Verfinsterung der Sonne ab 13:24 Ortszeit für 2 Minuten und 40 Sekunden an. Die Breite der Kernschattenzone betrug hier 115 Kilometer, die Sonne stand 64° über dem Horizont. Weiter südöstlich erreichte der Kernschatten in Tennessee die Südstaaten, Nashville lag in der Kernschattenzone und erlebte eine Totalität von 1 Minute und 55 Sekunden. Anschließend überquerte der Kernschatten den südlichen Teil der Appalachen, der Great-Smoky-Mountains-Nationalpark lag in der Totalitätszone. Der Punkt, an dem Georgia, North und South Carolina aneinander stoßen, befand sich nahe der Zentrallinie, sodass in allen drei Bundesstaaten die totale Sonnenfinsternis beobachtet werden konnte, allerdings beschränkte sich die Sichtbarkeit mit Ausnahme von South Carolina auf ein kleines Gebiet. Columbia in South Carolina war nach Salem, Lincoln, Jefferson City und Nashville die fünfte Hauptstadt in der Totalitätszone und erreichte mit 2 Minuten und 30 Sekunden deren längste Totalitätsdauer.
Um 14:49 Ortszeit verließ der Kernschatten im Cape Romain National Wildlife Refuge an der Südostküste South Carolinas den amerikanischen Kontinent. Auf seinem weiteren Weg über den Atlantik traf der Kernschatten nicht mehr auf Land, die Bermuda-Inseln liegen 800 Kilometer zu weit nördlich, die Bahamas etwa die gleiche Distanz zu weit im Süden. In der Nähe des Äquators, etwa 300 Kilometer westlich der afrikanischen Küste, löste sich der Kernschatten während des Sonnenuntergangs von der Erde.

### Orte in der Totalitätszone
| Land | Ort                        | Dauer  | Uhrzeit (UT) | Bemerkung                                                                                              |
| ---- | -------------------------- | ------ | ------------ | --- |
| USA  | Newport, Oregon            | 1m 44s | 17h 17m      | Kernschatten erreicht das Festland                                                                     |
| USA  | Salem, Oregon              | 1m 54s | 17h 18m      | |
| USA  | Idaho Falls, Idaho         | 1m 45s | 17h 34m      | |
| USA  | Casper, Wyoming            | 2m 26s | 17h 44m      | |
| USA  | Lincoln, Nebraska          | 1m 11s | 18h 3m       | am nördlichen Rand der Totalitätszone                                                                  |
| USA  | Kansas City, Missouri      | 0m 24s | 18h 9m       | am südlichen Rand der Totalitätszone                                                                   |
| USA  | Columbia, Missouri         | 2m 36s | 18h 14m      | |
| USA  | Carbondale, Illinois       | 1m 37s | 18h 21m      | nahe dem Kreuzungspunkt von dieser mit der Zentrallinie der totalen Sonnenfinsternis vom 8. April 2024 |
| USA  | Hopkinsville, Kentucky     | 2m 40s | 18h 26m      | |
| USA  | Nashville, Tennessee       | 1m 55s | 18h 28m      | |
| USA  | Cherokee, North Carolina   | 1m 23s | 18h 36m      | |
| USA  | Columbia, South Carolina   | 2m 31s | 18h 43m      | |
| USA  | Charleston, South Carolina | 1m 32s | 18h 47m      | Übergang zum Nordatlantik                                                                              |

### Verlauf in Europa

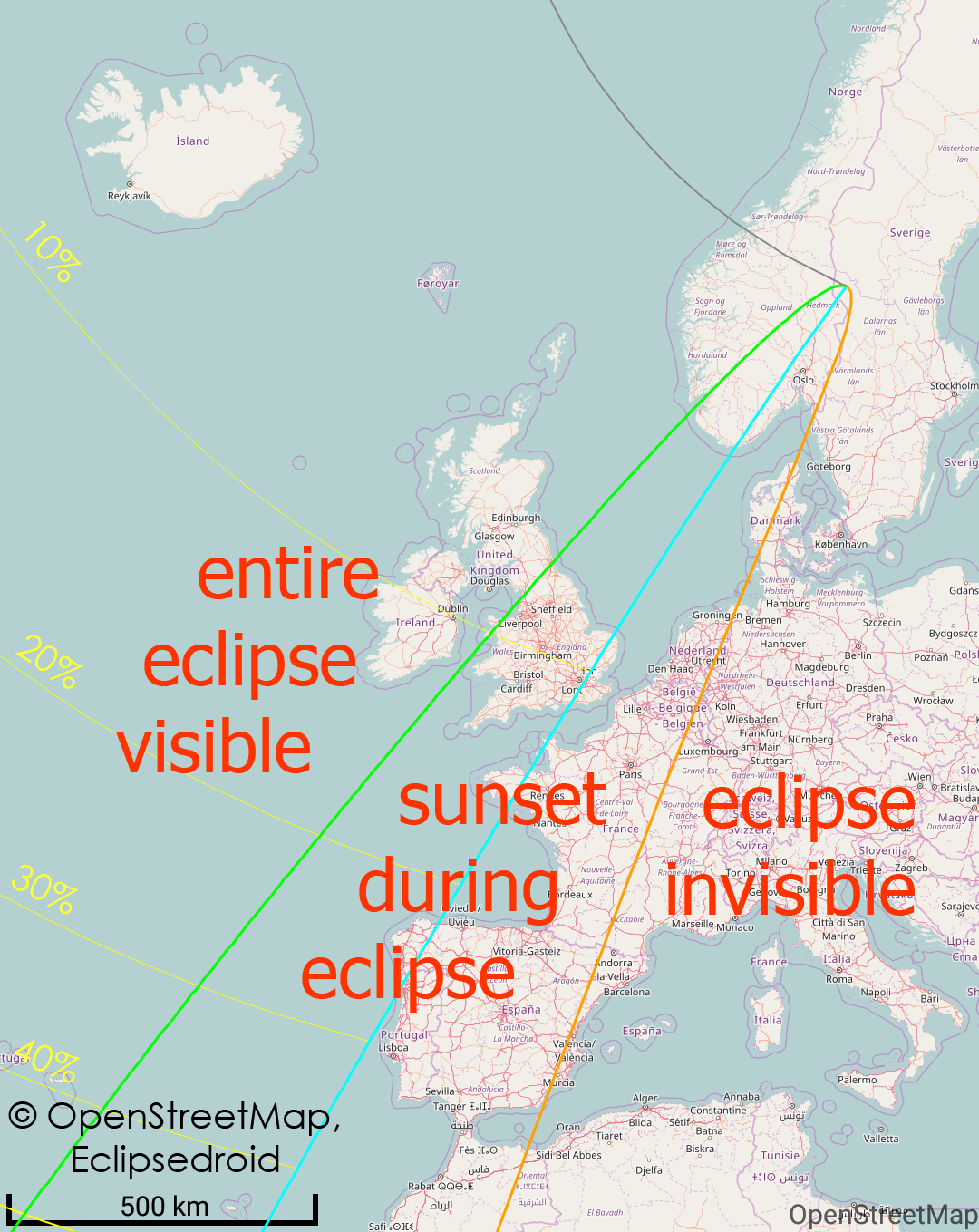
Die Finsternis vom 21. August 2017 in Europa. Rechnung mit EclipseDroid unter Berücksichtigung der Refraktion.

In Europa war die Finsternis nur partiell in Nordwesteuropa am Abend bzw. bei Sonnenuntergang sichtbar. Im Wesentlichen kamen Großbritannien, Norwegen, die Niederlande, Belgien, Frankreich, Spanien und Portugal in den Genuss der Finsternis.
Die partielle Bedeckung der Sonne erreichte auf der Azoreninsel São Miguel etwa 28 %, auf Madeira etwa 33 %. In Las Palmas de Gran Canaria wurden etwa 40 % bei Sonnenuntergang erreicht. An der Westküste der Iberischen Halbinsel wurde bei Sonnenuntergang eine Bedeckung zwischen 13 % im Norden und 22 % im Süden erreicht. An der französischen Atlantikküste lag der maximale Bedeckungsgrad bei etwa 10 %, an den Westküsten der Britischen Inseln deutlich darunter. In Deutschland konnte nur im äußersten Nordwesten und auf Borkum und nur bei besten Wetterbedingungen der Beginn der Finsternis bei Sonnenuntergang mit einer geringfügigen Bedeckung von weniger als einem Prozent bei Sonnenuntergang gesehen werden.

## Forschungsprojekte
Ein Projekt wurde initiiert, um durch Beobachtung der Sonnenfinsternisse der 2020er Jahre die Erforschung der physikalischen Eigenschaften der Sonnenkorona zu intensivieren, wobei der Finsternis im August 2017 eine Schlüsselrolle zukommen soll. Die Fortschritte in der Bildverarbeitung und die technischen Verbesserungen der Detektoren der letzten Jahre ermöglichen es, die verfügbaren Diagnosewerkzeuge im nahen infraroten und im sichtbaren Bereich des Lichts einzusetzen. Die Untersuchung der Emissionslinien dieser Wellenlängenbereiche hat gegenüber dem ultravioletten Bereich verschiedene Vorteile, unter anderem, dass beim Anregungsprozess der Anteil der Strahlungsanregung gegenüber dem der Stoßanregung vergleichsweise hoch ist.
Eine Forschergruppe um Hugh S. Hudson bittet bei ihrem „Megamovie“-Projekt um die Mithilfe der Amateurfotografen, um einen Film zusammenstellen zu können, der die verfinsterte Sonne während der eineinhalb Stunden zeigt, die der Kernschatten zur Durchquerung des amerikanischen Kontinents benötigen wird. Man verspricht sich davon neue Erkenntnisse über die Sonnenkorona, die sich durch die von einem Standort aus gemachten Finsternisaufnahmen nicht gewinnen lassen – diese zwar qualitativ hochwertigen Aufnahmen sind auf die Dauer der Totalität an einem Ort beschränkt. Gegenüber den Aufnahmen der derzeitigen im All befindlichen Koronografen versprechen sich die Forscher schnellere Bildfolgen und Aufnahmen mit höherer Auflösung sowie auch Informationen über Bereiche der Korona, die diese Koronografen nicht abdecken können.
Das Zusammenfügen der Aufnahmen unterschiedlichster Herkunft und Qualität erfordert besondere Verfahren bei der Kalibrierung, dabei ist auch mit unvollständigen oder fehlerhaften Positionsangaben und Bildinformationen zu rechnen. Die zur Kalibrierung verwendete Software ermöglicht nebenbei auch, Eddingtons bei der Sonnenfinsternis 1919 durchgeführtes Experiment zur Prüfung der allgemeinen Relativitätstheorie unter Verwendung heutiger Digitalkameras zu wiederholen. Zwar sind derzeitige radioastronomische Verfahren weit genauer und ein solches Experiment hat demnach wenig wissenschaftlichen Wert, dennoch hofft man, mit der eigenhändigen Prüfung von Einsteins Theorie viele Amateurfotografen motivieren zu können, sich am Megamovie-Projekt zu beteiligen. Die Konstellation zur Prüfung der Lichtablenkung von Sternenlicht durch die Gravitationskraft der Sonne sind bei der 2017er-Finsternis günstig, denn Regulus, der Hauptstern des Löwen und ein Stern erster Größenklasse, steht nur etwa ein Grad östlich der verfinsterten Sonne. Seine scheinbare Position müsste sich während des Maximums der Finsternis um 0,74 Bogensekunden gegenüber seiner tatsächlichen Position verschieben.

## Impressionen

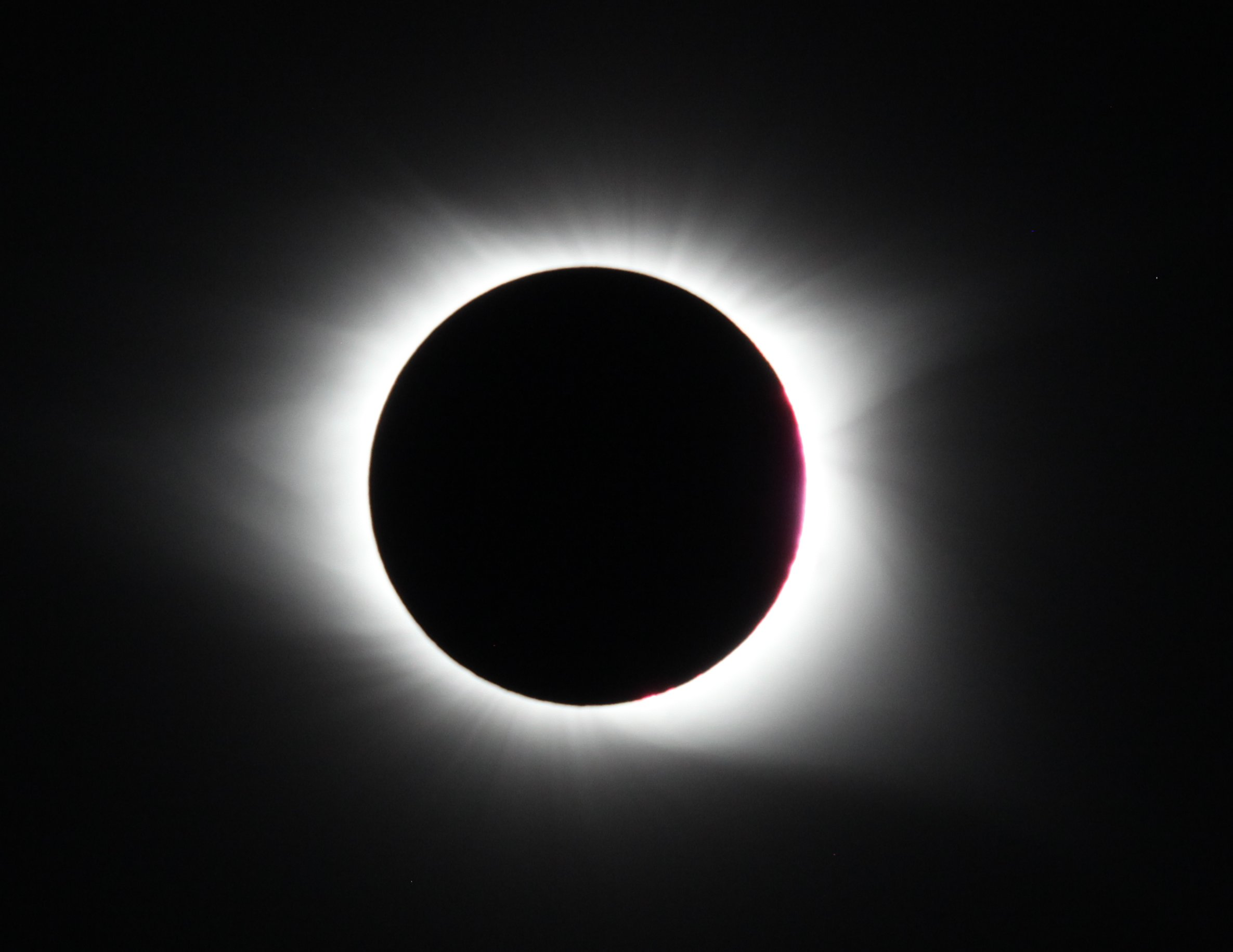
Vollständige Verfinsterung der Sonne in South Carolina
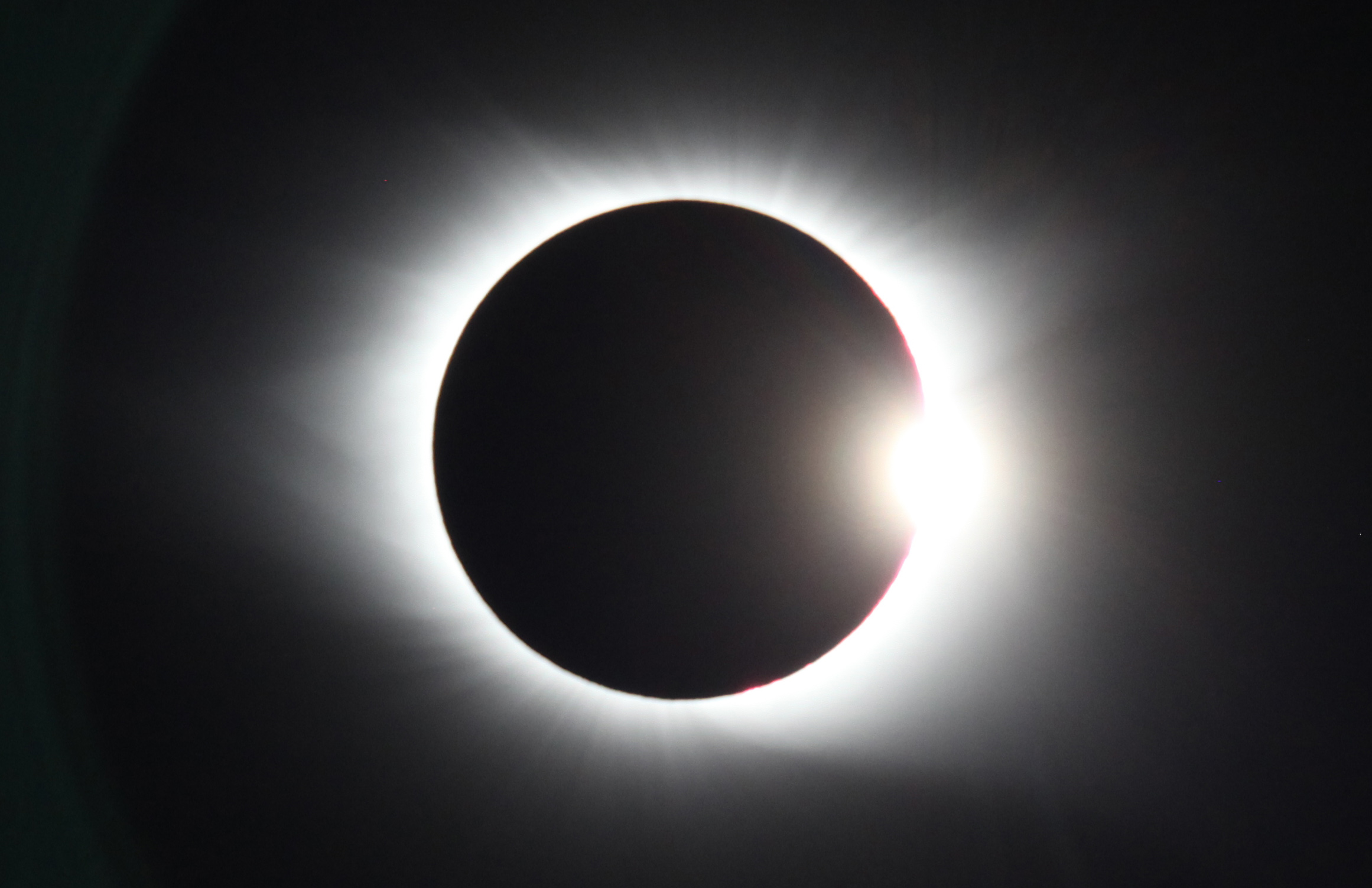
Phase unmittelbar am Ende der vollständigen Verfinsterung

## Folgende Sonnenfinsternisse
Die nächsten vier auf diese Finsternis folgenden Finsternisse waren alle rein partiell. Im Jahr 2018, in dem es gar keine zentrale Finsternis gab, ereignen sich partielle Sonnenfinsternisse am 15. Februar, am 13. Juli und am 11. August. Letztere Finsternis war von Nordeuropa zu sehen. Im Jahr 2019 kam es am 6. Januar erneut zu einer partiellen Finsternis, bevor erst am 2. Juli 2019, über 22 Monate nach der Finsternis vom August 2017, wieder eine totale Sonnenfinsternis folgte.
Die Schattenachse des Mondschattens hatte in den nächsten zehn Jahren gleich zwei weitere Male die Vereinigten Staaten getroffen: Zunächst bei der ringförmigen Finsternis vom 14. Oktober 2023,  als der Mondschatten an ganz ähnlicher Stelle wie 2017 in Oregon von Westen auf den nordamerikanischen Kontinent traf. Der Schattenpfad verlief anschließend gegenüber 2017 mehr in südlicher Richtung nach Texas. Weniger als sechs Monate nach dieser Finsternis überstrich der Kernschatten des Mondes am 8. April 2024 von Texas bis Maine erneut die Vereinigten Staaten.
Zur nächsten im deutschsprachigen Raum sichtbaren Sonnenfinsternis kam es am 10. Juni 2021.